# 博列姆希納
51°14′33″N 24°12′47″E / 51.24250°N 24.21306°E
博列姆希納（烏克蘭語：Боремщина），是烏克蘭的村落，位於該國西部沃倫州，由科韋利區負責管轄，面積0.68平方公里，海拔高度186米，2001年人口62，人口密度每平方公里91.18人。